# العلاقات الفلبينية الغينية
العلاقات الفلبينية الغينية هي العلاقات الثنائية التي تجمع بين الفلبين وغينيا.

## مقارنة بين البلدين
هذه مقارنة عامة ومرجعية للدولتين:
| وجه المقارنة                                              | الفلبين                       | غينيا       |
| --------------------------------------------------------- | ----------------------------- | ----------- |
| المساحة (كم2)                                             | 343.45 ألف                    | 245.86 ألف  |
| عدد السكان (نسمة)                                         | 104.92 مليون                  | 12.72 مليون |
| الكثافة السكانية (ن./كم²)                                 | 305.49                        | 51.74       |
| العاصمة                                                   | مانيلا                        | كوناكري     |
| اللغة الرسمية                                             | اللغة الفلبينية، لغة إنجليزية | لغة فرنسية  |
| العملة                                                    | بيسو فلبيني                   | فرنك غيني   |
| الناتج المحلي الإجمالي (بليون دولار)                      | 313.60 مليار                  | 10.50 مليار |
| الناتج المحلي الإجمالي (تعادل القوة الشرائية) بليون دولار | 743.90 مليار                  | 15.24 مليار |
| الناتج المحلي الإجمالي الاسمي للفرد دولار أمريكي          | 2.90 ألف                      | 531         |
| الناتج المحلي الإجمالي للفرد دولار أمريكي                 | 7.39 ألف                      | 1.22 ألف    |
| مؤشر التنمية البشرية                                      | 0.668                         | 0.411       |
| رمز المكالمات الدولي                                      | +63                           | +224        |
| رمز الإنترنت                                              | .ph                           | .gn         |
| المنطقة الزمنية                                           | توقيت الفلبين                 | 00          |

## منظمات دولية مشتركة
يشترك البلدان في عضوية مجموعة من المنظمات الدولية، منها:
| علم المنظمة | اسم المنظمة                               | تاريخ انضمام الفلبين | تاريخ انضمام غينيا |
| ----------- | ----------------------------------------- | -------------------- | ------------------ |
|             | مؤسسة التنمية الدولية                     | 28 أكتوبر 1960       | 26 سبتمبر 1969     |
|             | يونسكو                                    | 21 نوفمبر 1946       | 2 فبراير 1960      |
|             | وكالة ضمان الاستثمار متعدد الأطراف        | 8 فبراير 1994        | 5 أكتوبر 1995      |
|             | الأمم المتحدة                             | 24 أكتوبر 1945       | 12 ديسمبر 1958     |
|             | الفريق المعني برصد الأرض                  | ?                    | ?                  |
|             | الاتحاد البريدي العالمي                   | ?                    | ?                  |
|             | البنك الدولي للإنشاء والتعمير             | 27 ديسمبر 1945       | 28 سبتمبر 1963     |
|             | منظمة حظر الأسلحة الكيميائية              | ?                    | ?                  |
|             | مؤسسة التمويل الدولية                     | 12 أغسطس 1957        | 22 أكتوبر 1982     |
|             | المركز الدولي لتسوية المنازعات الاستشارية | 17 ديسمبر 1978       | 4 ديسمبر 1968      |
|             | منظمة التجارة العالمية                    | 1995                 | 25 أكتوبر 1995     |
|             | منظمة الشرطة الجنائية الدولية             | ?                    | ?                  |

## وصلات خارجية
- موقع وزارة الخارجية الفلبينية